# Mihály Hesz
Mihály Hesz (Nógrád, 15 dicembre 1943) è un ex canoista ungherese.
Ha vinto una medaglia d'oro nel K1 1000 m a Città del Messico 1968, e un argento durante l'edizione precedente dei giochi.

## Palmarès
- Olimpiadi
  - Tokyo 1964: argento nel K1 1000 m.
  - Città del Messico 1968: oro nel K1 1000 m.

- Mondiali
  - 1963: bronzo nel K1 10000 m.
  - 1966: oro nel K1 10000 m e argento nel K1 4x500 m.
  - 1970: bronzo nel K1 4x500 m.
  - 1971: oro nel K1 4x500 m e bronzo nel K1 500 m.